# 飯坂郵便局
飯坂郵便局（いいざかゆうびんきょく）
- 福島県福島市にある郵便局。本記事にて記述する。

飯坂簡易郵便局（いいざかかんいゆうびんきょく）
- 長野県駒ヶ根市にある簡易郵便局。局番号は11705。

飯坂郵便局（いいざかゆうびんきょく）は、福島県福島市にある郵便局。民営化前の分類では集配普通郵便局であった。

## 概要
住所：〒960-0299 福島県福島市飯坂町八幡内35-2

## 沿革
- 1874年（明治7年）12月16日 - 飯坂郵便取扱所として開設[1]。
- 1875年（明治8年）1月1日 - 飯坂郵便局（五等）となる。
- 1877年（明治10年）6月 - 飯坂湯野郵便局に移転改称。
- 1882年（明治15年）4月18日 - 為替・貯金取扱を開始。
- 1886年（明治19年）6月1日 - 上飯坂郵便局に改称。
- 1890年（明治23年）4月1日 - 飯坂郵便局に移転改称。
- 1897年（明治30年）2月16日 - 飯坂郵便電信局となる。
- 1903年（明治36年）4月1日 - 通信官署官制の施行に伴い飯坂郵便局となる。
- 1928年（昭和3年）10月1日 - 特設電話を普通電話に変更[2]。
- 1949年（昭和24年）
  - 3月15日 - 特定郵便局から普通郵便局に局種別改定[3]。
  - 6月1日 - 逓信省が郵政省と電気通信省に分割するのに伴って、飯坂郵便局と飯坂電報電話局に分割[4]。
- 1974年（昭和49年）3月 - 局舎新築落成。
- 1994年（平成6年）3月28日 - 茂庭郵便局から集配業務を移管。
- 2000年（平成12年）8月14日 - 外国通貨の両替および旅行小切手の売買に関する業務取扱を開始。
- 2004年（平成16年）2月1日 - 飯坂中野簡易郵便局の一時閉鎖[5]に伴い、取扱業務を承継[6]。
- 2007年（平成19年）10月1日 - 民営化に伴い、併設された郵便事業飯坂支店に一部業務を移管。
- 2012年（平成24年）10月1日 - 日本郵便株式会社発足に伴い、郵便事業飯坂支店を飯坂郵便局に統合。

## 取扱内容
- 郵便、印紙、ゆうパック、内容証明
- 貯金、為替、振替、振込、国際送金、国債、投資信託
- 生命保険、バイク自賠責保険、自動車保険
- ゆうちょ銀行ATM
- 福島市内の一部地域（〒960-02xx）の集配業務
- ゆうゆう窓口

## 風景印
- 図柄は十綱橋付近の温泉街と吾妻小富士。局名表記は「飯坂」
- 使用開始日は1993年（平成5年）5月1日

## 周辺
- 飯坂温泉
- パルセいいざか
- 福島市立大鳥中学校
- 福島市立飯坂小学校
- 国道399号
- 摺上川

## アクセス
- 福島交通飯坂線 飯坂温泉駅から徒歩約9分
- 福島交通バス おおとり幼稚園停留所下車
- 東北自動車道 福島飯坂ICから北へ約3.5km
- 駐車場あり：6台